# Carcelia tremula
Carcelia tremula är en tvåvingeart som beskrevs av Robineau-desvoidy 1863. Carcelia tremula ingår i släktet Carcelia och familjen parasitflugor.
Artens utbredningsområde är Frankrike. Inga underarter finns listade i Catalogue of Life.